# 安卡瓦查南湖
11°53′48″S 75°4′14″W / 11.89667°S 75.07056°W
安卡瓦查南湖（Lake Ancapuachanan），是秘魯的湖泊，位於該國中部胡寧大區的萬卡約省，處於丘斯皮科查湖以北，屬於安第斯山脈中瓦伊塔帕利亞納山脈的一部分。